# Onthophagus colmanti
Onthophagus colmanti là một loài bọ cánh cứng trong họ Bọ hung (Scarabaeidae).